# 细枝木蓼
细枝木蓼（学名：Atraphaxis decipiens），为蓼科木蓼属下的一个植物种。